# Felipe Ayala
Felipe de Jesús Ayala Armendáriz (ur. 16 grudnia 1977 w Monterrey) – meksykański piłkarz występujący najczęściej na pozycji defensywnego pomocnika.

## Kariera klubowa
Ayala urodził się w Monterrey i jest wychowankiem tamtejszego zespołu Tigres UANL. Do seniorskiej drużyny został włączony w wieku 17 lat przez szkoleniowca Víctora Manuela Vuceticha. W meksykańskiej Primera División zadebiutował 7 kwietnia 1996 w wygranym 2:0 spotkaniu z Veracruz. Było to jego jedyne spotkanie w debiutanckim sezonie 1995/1996, po którym razem z Tigres spadł do drugiej ligi, jednocześnie wygrywając rozgrywki Copa México. Już po roku nieobecności w najwyższej klasie rozgrywkowej Ayala pomógł zespołowi powrócić do pierwszoligowych rozgrywek. W wyjściowej jedenastce zaczął pojawiać się regularnie wiosną 1999. Pierwszą bramkę w Primera División strzelił 21 lipca 2001 w przegranym 1:3 spotkaniu z Morelią. W tych samych rozgrywkach, Invierno 2001, wywalczył z drużyną Tigres tytuł wicemistrza kraju.
Latem 2002 Ayala został graczem nowo powstałej drużyny Jaguares de Chiapas z siedzibą w mieście Tuxtla Gutiérrez. Z miejsca stał się podstawowym graczem drużyny i przez cały ponadczteroletni pobyt w klubie był ważnym ogniwem zespołu na pozycji defensywnego pomocnika. Nie odniósł jednak z Jaguares większych sukcesów zarówno na arenie krajowej, jak i międzynarodowej. Rozgrywki 2004/2005 spędził na rocznym wypożyczeniu w Puebli, gdzie wystąpił w 28 ligowych meczach, ani razu nie wpisując się na listę strzelców. Podczas gry w Jaguares zdobył natomiast 10 goli w 146 ligowych spotkaniach.
Wiosną 2008 Ayala po raz drugi w karierze podpisał umowę z klubem Puebla FC. Po pół roku na zasadzie wypożyczenia zasilił drugoligowy Club León, którego barwy reprezentował przez sześć miesięcy. Latem 2011 Puebla ponownie wypożyczyła Ayalę, tym razem do drużyny wicemistrza Meksyku, Monarcas Morelia.
| Sezon     | Klub                | Kraj   | Rozgrywki        | Mecze | Bramki |
| --------- | ------------------- | ------ | ---------------- | ----- | ------ |
| 1995/1996 | Tigres UANL         | Meksyk | Primera División | 1     | 0      |
| 1996/1997 | Tigres UANL         | Meksyk | Liga de Ascenso  | ?     | ?      |
| 1997/1998 | Tigres UANL         | Meksyk | Primera División | 3     | 0      |
| 1998/1999 | Tigres UANL         | Meksyk | Primera División | 22    | 0      |
| 1999/2000 | Tigres UANL         | Meksyk | Primera División | 33    | 0      |
| 2000/2001 | Tigres UANL         | Meksyk | Primera División | 16    | 0      |
| 2001/2002 | Tigres UANL         | Meksyk | Primera División | 33    | 3      |
| 2002/2003 | Jaguares de Chiapas | Meksyk | Primera División | 32    | 2      |
| 2003/2004 | Jaguares de Chiapas | Meksyk | Primera División | 38    | 6      |
| 2004/2005 | Puebla FC           | Meksyk | Primera División | 28    | 0      |
| 2005/2006 | Jaguares de Chiapas | Meksyk | Primera División | 33    | 2      |
| 2006/2007 | Jaguares de Chiapas | Meksyk | Primera División | 32    | 0      |
| 2007/2008 | Jaguares de Chiapas | Meksyk | Primera División | 11    | 0      |
| 2007/2008 | Puebla FC           | Meksyk | Primera División | 14    | 0      |
| 2008/2009 | Club León           | Meksyk | Liga de Ascenso  | 14    | 1      |
| 2008/2009 | Puebla FC           | Meksyk | Primera División | 19    | 0      |
| 2009/2010 | Puebla FC           | Meksyk | Primera División | 19    | 1      |
| 2010/2011 | Puebla FC           | Meksyk | Primera División | 29    | 1      |
| 2011/2012 | Monarcas Morelia    | Meksyk | Primera División | 4     | 0      |

## Kariera reprezentacyjna
W 1997 roku Ayala został powołany przez trenera José Luisa Reala do reprezentacji Meksyku U–20 na Młodzieżowe Mistrzostwa Świata w Malezji. Na turnieju tym Meksykanie odpadli w 1/8 finału, natomiast zawodnik Tigres zanotował jeden występ – w wygranej 5:0 konfrontacji w fazie grupowej z Arabią Saudyjską.